# Rã-venenosa-granulada
- Commons
- Wikispecies

A rã-venenosa-granulada (nome científico: Oophaga granulifera) é uma espécie de rã da família Dendrobatidae, encontrada na Costa Rica e no Panamá. Originalmente descrita como Dendrobates granuliferus, foi mudada para Oophaga em 1994. O seu habitat natural é o bosque húmido tropical/subtropical. Esta espécie está ameaçada pela destruição do seu habitat.